# Comisión Nacional de Casas Baratas
La Comisión Nacional de Casas Baratas fue una de las instituciones públicas que buscaron combatir la escasez de vivienda obrera en la Argentina a comienzos del siglo XX. Trabajó únicamente en Buenos Aires, donde construyó tanto edificios de departamentos como barrios de casas unifamiliares.
Fue creada por Ley Nacional n.º 9677 en el año 1915, gracias al impulso del diputado conservador cordobés Juan Cafferata con la casa colectiva, la Valentín Alsina (1919), frente al Parque Patricios, la Comisión continuó con el Barrio Cafferata (1921), un elogiado conjunto de casas pintoresquistas con techos de teja y una escuela pública en el centro, en el barrio de Parque Chacabuco.
Al año siguiente, se construyó la Casa Colectiva Rivadavia en la calle Defensa  con un pasillo largo que conecta varios departamentos. Recién en 1927 comenzó la siguiente obra de la CNCB, un pretencioso complejo de viviendas obreras llamado Barrio Alvear, que sería ampliado con tiras bajas de departamentos en 1939 y finalmente con bloques de mayor altura por el Banco Hipotecario, ya en 1954.
Con su actividad cada vez más espaciada, la Comisión inauguró en 1934 el Barrio Rawson en La Paternal, volviendo al modelo de casas pintoresquistas con techos de teja. Pero dos años después terminaba la Casa Colectiva América, un proyecto totalmente opuesto de edificio de departamentos de estilo racionalista organizado en tres bloques independientes alrededor de un parque, de nuevo en San Telmo.
En 1939 se inauguró la Casa Colectiva Patricios, en el terreno vecino al de la primera obra de la CNCB, la Casa Colectiva Valentín Alsina, junto al Parque Patricios. Esta vez se mantenía la estética moderna y se eligió una distribución de bloques en peine, formando una letra E.
Con la revolución de 1943, la Comisión pasó a ser parte de la nueva Secretaría de Trabajo y Previsión, a cargo del coronel Juan Domingo Perón, futuro presidente. El último proyecto de la CNCB fue la Casa Colectiva Martín Rodríguez en La Boca, repitiendo la tipología de bloques en peine, y sumando un segundo edificio con planta en forma de letra G, encerrando un patio interior. 
En 1944 la CNCB fue disuelta y se creó en su reemplazo la Administración Nacional de Vivienda.